# Some que ele vem atrás
Some que ele vem atrás è un singolo delle cantanti brasiliane Anitta e Marília Mendonça, pubblicato il 30 ottobre 2019.

## Video musicale
Il video musicale, girato al Prêmio Multishow de Música Brasileira il 29 ottobre 2019, è stato reso disponibile tramite YouTube il giorno seguente.

## Tracce
Testi e musiche di Murilo Huff, Rafael Augusto, Ricardo Vismarck e Ronael.
1. Some que ele vem atrás – 3:14

## Formazione
Musicisti
- Anitta – voce
- Marília Mendonça – voce
- Eleandro Rocha – accordi
- Rafael Castilhol – arrangiamento, tastiera
- Tiago Moraes – basso
- Diego J. Vicente – batteria
- Henrique Garcia – chitarra
- Tirado – percussioni

Produzione
- Rafael Castilhol – produzione

## Classifiche

### Classifiche settimanali
| Classifica (2019) | Posizione massima |
| ----------------- | ----------------- |
| Brasile           | 2                 |
| Portogallo        | 63                |

### Classifiche di fine anno
| Classifica (2020) | Posizione |
| ----------------- | --------- |
| Portogallo        | 178       |